# Liste des titres musicaux numéro un en Autriche en 2011
Cette page liste les titres numéro un dans les meilleures ventes de disques en Autriche pour l'année 2011.

## Classement des singles
| №  | Date         | Artiste                               | Titre                       |
| -- | ------------ | ------------------------------------- | --------------------------- |
| 1  | 7 janvier    | The Black Eyed Peas                   | The Time (Dirty Bit)        |
| 2  | 14 janvier   | The Black Eyed Peas                   | The Time (Dirty Bit)        |
| 3  | 21 janvier   | The Black Eyed Peas                   | The Time (Dirty Bit)        |
| 4  | 28 janvier   | Trackshittaz                          | Guuugarutz                  |
| 5  | 4 février    | Martin Solveig & Dragonette           | Hello                       |
| 6  | 11 février   | Cornelia Mooswalder (de)              | Should Have Let You Love Me |
| 7  | 18 février   | Martin Solveig & Dragonette           | Hello                       |
| 8  | 25 février   | Martin Solveig & Dragonette           | Hello                       |
| 9  | 4 mars       | Martin Solveig & Dragonette           | Hello                       |
| 10 | 11 mars      | Martin Solveig & Dragonette           | Hello                       |
| 11 | 18 mars      | Lady Gaga                             | Born This Way               |
| 12 | 25 mars      | Lady Gaga                             | Born This Way               |
| 13 | 1er avril    | Lady Gaga                             | Born This Way               |
| 14 | 8 avril      | Lady Gaga                             | Born This Way               |
| 15 | 15 avril     | Jennifer Lopez feat. Pitbull          | On the Floor                |
| 16 | 22 avril     | Caro Emerald                          | A Night Like This           |
| 17 | 29 avril     | Jennifer Lopez feat. Pitbull          | On the Floor                |
| 18 | 6 mai        | Snoop Dogg vs. David Guetta           | Sweat                       |
| 19 | 13 mai       | Snoop Dogg vs. David Guetta           | Sweat                       |
| 20 | 20 mai       | Pietro Lombardi                       | Call My Name                |
| 21 | 27 mai       | Pietro Lombardi                       | Call My Name                |
| 22 | 3 juin       | Pietro Lombardi                       | Call My Name                |
| 23 | 10 juin      | Pietro Lombardi                       | Call My Name                |
| 24 | 17 juin      | LMFAO feat. Lauren Bennett & GoonRock | Party Rock Anthem           |
| 25 | 24 juin      | Alexandra Stan                        | Mr. Saxobeat                |
| 26 | 1er juillet  | Alexandra Stan                        | Mr. Saxobeat                |
| 27 | 8 juillet    | Alexandra Stan                        | Mr. Saxobeat                |
| 28 | 15 juillet   | Alexandra Stan                        | Mr. Saxobeat                |
| 29 | 22 juillet   | Alexandra Stan                        | Mr. Saxobeat                |
| 30 | 29 juillet   | Alexandra Stan                        | Mr. Saxobeat                |
| 31 | 5 août       | Alexandra Stan                        | Mr. Saxobeat                |
| 32 | 12 août      | Lucenzo feat. Don Omar                | Danza Kuduro                |
| 33 | 19 août      | Lucenzo feat. Don Omar                | Danza Kuduro                |
| 34 | 26 août      | Lucenzo feat. Don Omar                | Danza Kuduro                |
| 35 | 2 septembre  | Lucenzo feat. Don Omar                | Danza Kuduro                |
| 36 | 9 septembre  | Sak Noel                              | Loca People                 |
| 37 | 16 septembre | Sak Noel                              | Loca People                 |
| 38 | 23 septembre | Maroon 5 feat. Christina Aguilera     | Moves like Jagger           |
| 39 | 30 septembre | James Morrison                        | I Won’t Let You Go          |
| 40 | 7 octobre    | Marlon Roudette                       | New Age                     |
| 41 | 14 octobre   | Hubert von Goisern                    | Brenna tuat’s guat          |
| 42 | 21 octobre   | Hubert von Goisern                    | Brenna tuat’s guat          |
| 43 | 28 octobre   | Hubert von Goisern                    | Brenna tuat’s guat          |
| 44 | 4 novembre   | Hubert von Goisern                    | Brenna tuat’s guat          |
| 45 | 11 novembre  | Hubert von Goisern                    | Brenna tuat’s guat          |
| 46 | 18 novembre  | Aura Dione                            | Geronimo                    |
| 47 | 25 novembre  | Flo Rida                              | Good Feeling                |
| 48 | 2 décembre   | Taio Cruz feat. Flo Rida              | Hangover                    |
| 49 | 9 décembre   | Taio Cruz feat. Flo Rida              | Hangover                    |
| 50 | 16 décembre  | Taio Cruz feat. Flo Rida              | Hangover                    |
| 51 | 23 décembre  | Taio Cruz feat. Flo Rida              | Hangover                    |
| 52 | 30 décembre  | Taio Cruz feat. Flo Rida              | Hangover                    |

## Classement des albums
| №  | Date         | Artiste                                                         | Titre                          |
| -- | ------------ | --------------------------------------------------------------- | ------------------------------ |
| 1  | 7 janvier    | Unheilig                                                        | Grosse Freiheit                |
| 2  | 14 janvier   | Unheilig                                                        | Grosse Freiheit                |
| 3  | 21 janvier   | Orchestre philharmonique de Vienne Direction: Franz Welser-Möst | Neujahrskonzert 2011           |
| 4  | 28 janvier   | Orchestre philharmonique de Vienne Direction: Franz Welser-Möst | Neujahrskonzert 2011           |
| 5  | 4 février    | Adele                                                           | 21                             |
| 6  | 11 février   | Andrea Berg                                                     | Schwerelos                     |
| 7  | 18 février   | Trackshittaz                                                    | Oidaah pumpn muas's            |
| 8  | 25 février   | Trackshittaz                                                    | Oidaah pumpn muas's            |
| 9  | 4 mars       | Trackshittaz                                                    | Oidaah pumpn muas's            |
| 10 | 11 mars      | Peter Alexander                                                 | Seine größten Erfolge und mehr |
| 11 | 18 mars      | Peter Alexander                                                 | Seine größten Erfolge und mehr |
| 12 | 25 mars      | Peter Alexander                                                 | Seine größten Erfolge und mehr |
| 13 | 1er avril    | Herbert Grönemeyer                                              | Schiffsverkehr                 |
| 14 | 8 avril      | Herbert Grönemeyer                                              | Schiffsverkehr                 |
| 15 | 15 avril     | Herbert Grönemeyer                                              | Schiffsverkehr                 |
| 16 | 22 avril     | Foo Fighters                                                    | Wasting Light                  |
| 17 | 29 avril     | SpongeBob Schwammkopf (de)                                      | BOBmusik – Das gelbe Album     |
| 18 | 6 mai        | Cornelia Mooswalder (de)                                        | Star on the Horizon            |
| 19 | 13 mai       | Hugh Laurie                                                     | Let Them Talk                  |
| 20 | 20 mai       | Nik P.                                                          | Der Junge mit der Luftgitarre  |
| 21 | 27 mai       | Bushido                                                         | Jenseits von Gut und Böse      |
| 22 | 3 juin       | Lady Gaga                                                       | Born This Way                  |
| 23 | 10 juin      | Pietro Lombardi                                                 | Jackpot                        |
| 24 | 17 juin      | Pietro Lombardi                                                 | Jackpot                        |
| 25 | 24 juin      | Pietro Lombardi                                                 | Jackpot                        |
| 26 | 1er juillet  | Pietro Lombardi                                                 | Jackpot                        |
| 27 | 8 juillet    | Il Volo                                                         | Il Volo                        |
| 28 | 15 juillet   | Trackshittaz                                                    | Prolettn feian längaah         |
| 29 | 22 juillet   | Trackshittaz                                                    | Prolettn feian längaah         |
| 30 | 29 juillet   | Nockalm Quintett                                                | Zieh dich an und geh           |
| 31 | 5 août       | Die Amigos                                                      | Mein Himmel auf Erden          |
| 32 | 12 août      | Amy Winehouse                                                   | Back to Black                  |
| 33 | 19 août      | Amy Winehouse                                                   | Back to Black                  |
| 34 | 26 août      | Erwin Schrott, Anna Netrebko & Jonas Kaufmann                   | Die Superstars der Klassik     |
| 35 | 2 septembre  | Andreas Gabalier                                                | Herzwerk                       |
| 36 | 9 septembre  | David Guetta                                                    | Nothing but the Beat           |
| 37 | 16 septembre | David Guetta                                                    | Nothing but the Beat           |
| 38 | 23 septembre | David Guetta                                                    | Nothing but the Beat           |
| 39 | 30 septembre | SuperHeavy                                                      | SuperHeavy                     |
| 40 | 7 octobre    | Rosenstolz                                                      | Wir sind am Leben              |
| 41 | 14 octobre   | Andrea Berg                                                     | Abenteuer                      |
| 42 | 21 octobre   | Andrea Berg                                                     | Abenteuer                      |
| 43 | 28 octobre   | Andreas Gabalier                                                | Volks-Rock'n'Roller            |
| 44 | 4 novembre   | Andreas Gabalier                                                | Volks-Rock'n'Roller            |
| 45 | 11 novembre  | Andreas Gabalier                                                | Volks-Rock'n'Roller            |
| 46 | 18 novembre  | Andreas Gabalier                                                | Volks-Rock'n'Roller            |
| 47 | 25 novembre  | Andreas Gabalier                                                | Volks-Rock'n'Roller            |
| 48 | 2 décembre   | Rihanna                                                         | Talk That Talk                 |
| 49 | 9 décembre   | Kiddy Contest Kids                                              | Kiddy Contest Vol. 17          |
| 50 | 16 décembre  | Amy Winehouse                                                   | Lioness: Hidden Treasures      |
| 51 | 23 décembre  | Michael Bublé                                                   | Christmas                      |
| 52 | 30 décembre  | Michael Bublé                                                   | Christmas                      |

## Hit-Parade de l'année
| Singles | Albums |
| --- | --- |
| 1. Jennifer Lopez feat. Pitbull – On the Floor 2. Alexandra Stan – Mr. Saxobeat 3. Snoop Dogg vs. David Guetta – Sweat 4. Lucenzo feat. Don Omar – Danza Kuduro 5. Martin Solveig & Dragonette – Hello 6. LMFAO feat. Lauren Bennett & GoonRock – Party Rock Anthem 7. Pitbull feat. Ne-Yo, Afrojack & Nayer – Give Me Everything 8. Hubert von Goisern – Brenna tuat’s guat 9. The Black Eyed Peas – The Time (Dirty Bit) 10. Andreas Gabalier – I sing a Liad für di | 1. Andreas Gabalier – Herzwerk 2. Adele – 21 3. Andreas Gabalier – Volks-Rock'n'Roller 4. Andreas Gabalier – Da komm' ich her 5. Hubert von Goisern – EntwederUndOder 6. David Guetta – Nothing but the Beat 7. Unheilig – Große Freiheit 8. Andrea Berg – Schwerelos 9. Herbert Grönemeyer – Schiffsverkehr 10. Bruno Mars – Doo-Wops & Hooligans |